# 完顏劾孫
完顏劾孫，金景祖烏骨廼與昭肅皇后所生的第三子，金世祖劾里鉢之三弟、金肅宗頗剌淑及金穆宗盈歌的兄長。
劾孫被父親烏骨廼形容為“柔善人耳”，當兒子們都長大成人時，按女真習俗應當各自搬到不同的宮邸中生活，但烏古迺讓長子完顏劾者與次子完顏劾里鉢同邸，由劾者專治家務，劾里鉢主外事。而劾孫亦與四弟頗剌淑同邸。
完顏劾孫沒有因兄終弟及而繼承為領袖，死後於天會十四年（1136年）大封宗室，劾孫被追封王爵，封号不详，正隆年間按例降封為鄭國公，或称沂國公。

## 家庭
- 父：金景祖烏骨廼
- 母：昭肅皇后
- 兄弟
  - 兄：韓國公劾者、金世祖劾里鉢
  - 弟：金肅宗頗剌淑、金穆宗盈歌
- 子：豫國公完顏昱，女真名 蒲家奴

## 延伸阅读
[在维基数据编辑]
 《金史·卷65》，出自脱脱《遼史》